# Eugen Leviné

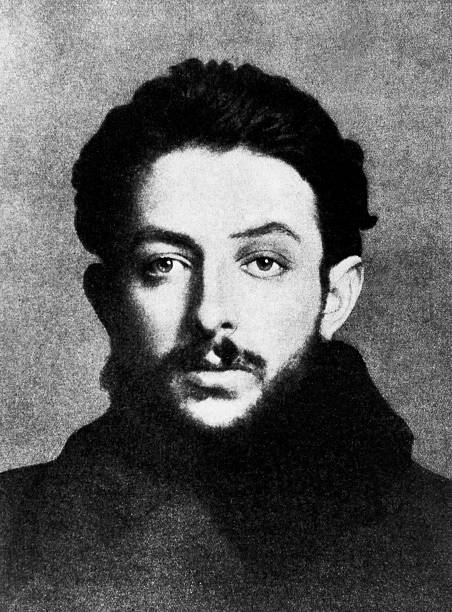
Eugen Leviné

Eugen Leviné (russisch Евгений Юльевич Левине, wiss. Transliteration Evgenij Jul'evič Levine, auch Eugen Leviné-Nissen; * 10. Mai 1883 in Sankt Petersburg; † 5. Juni 1919 in München) war ein Revolutionär und KPD-Politiker. Als solcher hatte er prägenden Einfluss auf die zweite Phase der Münchner Räterepublik im April 1919.

## Lebenslauf

Der 17-jährige Leviné

Eugen Leviné wurde 1883 in Sankt Petersburg als Sohn einer jüdischen Kaufmannsfamilie geboren. Nach dem frühen Tod des Vaters Julius übersiedelte seine Mutter Rosalia geb. Goldberg mit ihrem drei Jahre alten Sohn ins Deutsche Reich. Die Familie wohnte in Wiesbaden, wo Leviné ein privates Gymnasium besuchte, und Mannheim.
Während des Jura-Studiums ab 1903 in Heidelberg und 1904/05 in Berlin kam Leviné in Kontakt mit linken russischen Emigranten. Im September 1905 kehrte er zur revolutionären Agitation nach Russland zurück. Als Teilnehmer der russischen Revolution von 1905 wurde er dort 1906 und erneut 1908 verhaftet und schwer misshandelt.
1908 wurde Leviné von seiner Mutter freigekauft und konnte 1909 schwerkrank nach Deutschland zurückkehren. Er studierte Nationalökonomie und promovierte in Heidelberg mit einer Arbeit über Typen und Etappen in der Entwicklung gewerkschaftlich organisierter Arbeiter, die auf der Auswertung von Fragebögen, die von über 500 Mannheimer Arbeitern ausgefüllt worden waren, basierte, zum Dr. phil. Noch 1909 wurde er Mitglied der SPD; auch gehörte er dem Mannheimer Karl-Marx-Klub an und war unter dem Geburtsnamen seiner Mutter journalistisch für die Parteipresse tätig. 1913 wurde er badischer und damit deutscher Staatsbürger. Er heiratete im Mai 1915 in Heidelberg die ebenfalls in Russland geborene Rabbinertochter Rosa Broido (1890–1979) und rettete sie damit aus der „Schutzhaft“, in die sie nach Kriegsbeginn als russische Staatsbürgerin genommen worden war. 1916 wurde ihr gemeinsamer Sohn Eugen geboren.
Während des Ersten Weltkriegs war Leviné als Dolmetscher in einem Kriegsgefangenenlager tätig und wurde anschließend zum Heer eingezogen, 1916 aber aus medizinischen Gründen wieder entlassen. 1918 arbeitete er in Berlin als Abteilungsleiter der revolutionär-sowjetrussischen Telegrafenagentur ROSTA. Er schloss sich der USPD an und gehörte zu den Begründern des Spartakusbundes. Im Herbst 1918 reiste Leviné als Redner durch das Ruhrgebiet und wurde von Essener Arbeitern zum Reichsrätekongress delegiert, an dem er als einer der wenigen Kommunisten teilnahm. Ferner nahm er am Gründungsparteitag der KPD teil, auf dem er sich gegen eine Beteiligung an der Nationalversammlung aussprach. Anfang 1919 zählte er zum Führungspersonal der Partei.

### Revolution in München

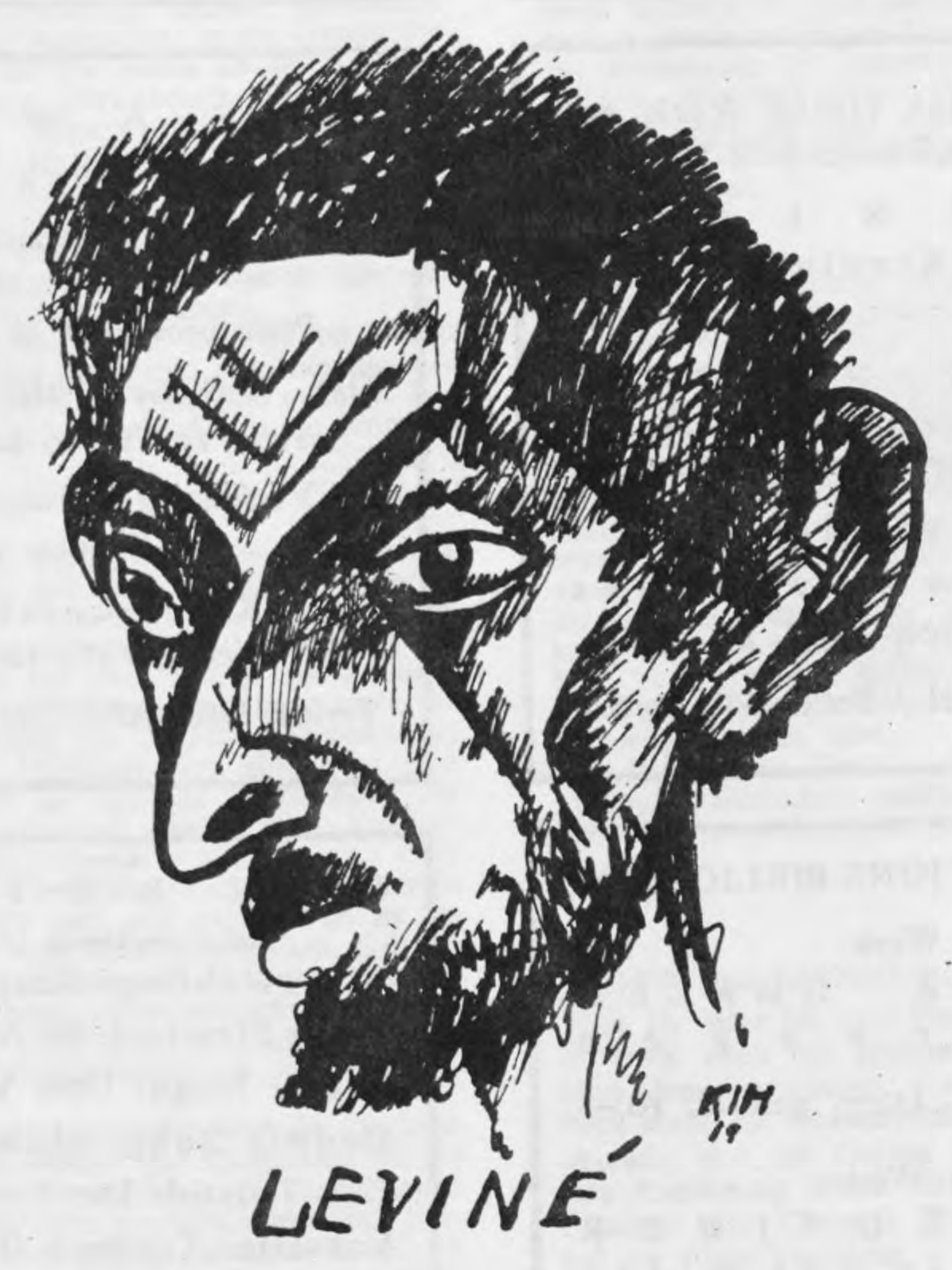
Porträt unseres Freundes Eugen Leviné von Karl Jakob Hirsch, erschienen auf dem Titelblatt der Aktion vom 21. Juni 1919

Von der Berliner KPD-Zentrale wurde Leviné Mitte März 1919 nach München geschickt. Dort hatte sich nach dem Mord an Ministerpräsident Kurt Eisner die Stimmung radikalisiert, die Ausrufung einer Räterepublik stand bevor. Leviné sollte die Führung der Münchner KPD und die Redaktion der Parteizeitung Münchner Rote Fahne übernehmen.
Lehnten die Kommunisten zunächst die von ihnen als „Scheinräterepublik“ bezeichnete neue Ordnung ab, wurde Leviné am 13. April 1919, nach dem von Rotgardisten vereitelten, gegen die Räteregierung gerichteten sogenannten Palmsonntagsputsch Anführer der zweiten, kommunistischen Münchner Räterepublik. Schon am 27. April wurde er in dieser Funktion abgelöst. Inwieweit er die Erschießung von 10 Gefangenen, dem sog. „Geiselmord im Luitpold-Gymnasium“ angestiftet oder gebilligt hat, ist unklar. Nach der blutigen Niederschlagung der Revolution in München am 2. Mai tauchte er zunächst unter, wurde aber am 13. Mai verhaftet und Anfang Juni in München vor ein Sondergericht gestellt. Der Staatsanwalt beantragte die Todesstrafe. Aus seiner Verteidigungsrede vor Gericht stammt der bekannte Satz: „Wir Kommunisten sind alle Tote auf Urlaub.“ Am 3. Juni 1919 wurde er wegen Hochverrats zum Tode verurteilt und trotz zahlreicher Proteste zwei Tage später im Gefängnis Stadelheim erschossen. Seine letzten Worte sollen „Es lebe die Weltrevolution!“ gewesen sein. Leviné ist auf dem Neuen Israelitischen Friedhof in München begraben.

## Rezeption

Titelblatt der Zeitung „Rebellen“, Nr. 1, 1925

Der sowjetische Schriftsteller Michail Leonidowitsch Slonimski widmete Leviné die teilweise dokumentarische Erzählung Eugen Leviné (1936), die 1949 in deutscher Übersetzung von Erich Salewski im Dietz-Verlag erschien.

## Schriften (Auswahl)
Posthum erschienen:
- Ahasver, Rede vor Gericht und anderes (= Internationale Jugend-Bibliothek. Heft 6). Junge Garde, Berlin 1919 (dnb.de – 2. Aufl. u. d. T.: Skizzen, Rede vor Gericht und anderes. Verlag der Jugendinternationale, Berlin 1925).
- Stimmen der Völker zum Krieg (= Malik-Bücherei. Band 7). Malik-Verlag, Berlin 1924 (digitale-sammlungen.de).